# Burgstraße 37 (Runkel)

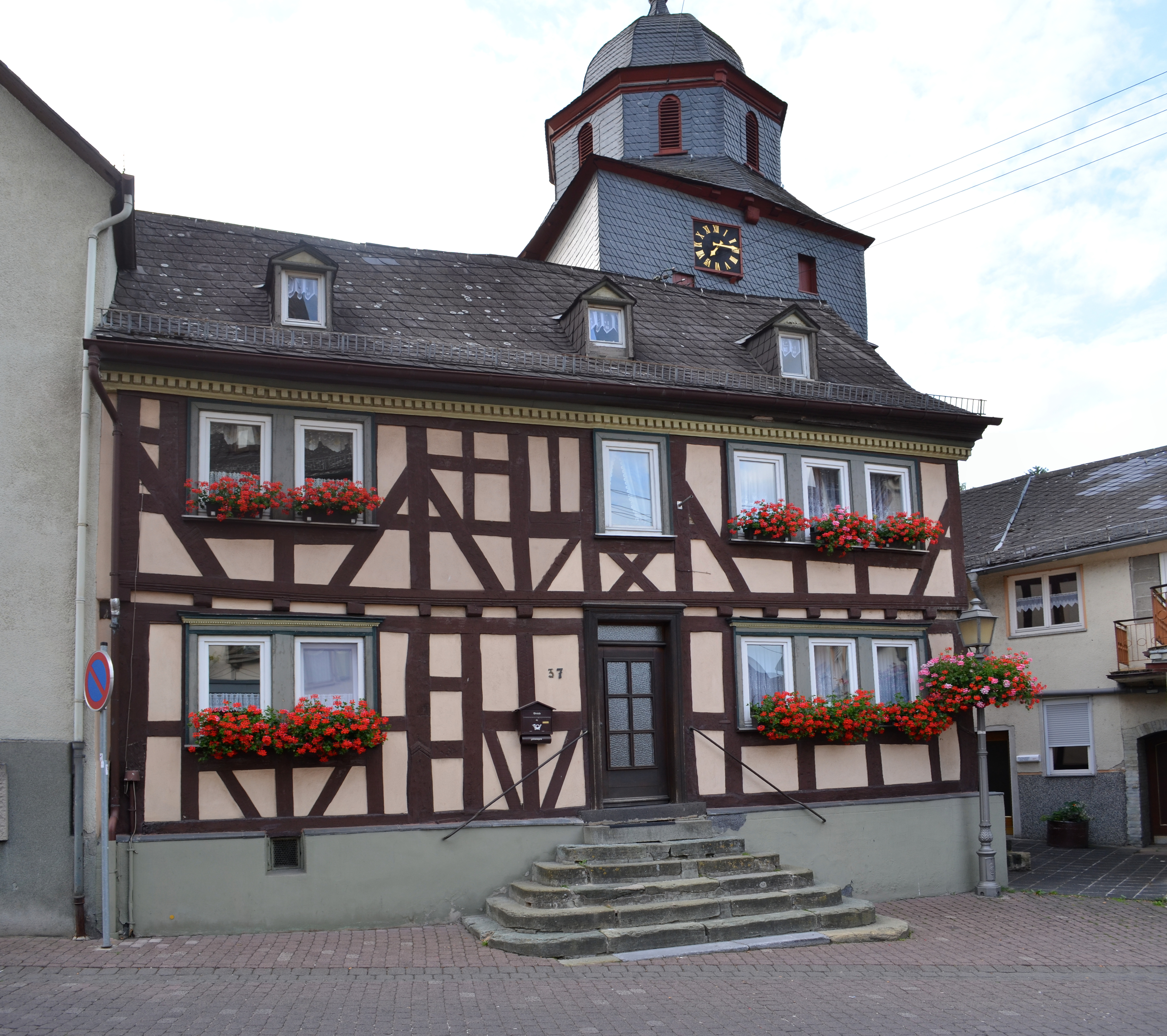
Fachwerkhaus Burgstraße 37 in Runkel

Das Gebäude Burgstraße 37 in Runkel, einer Gemeinde im mittelhessischen Landkreis Limburg-Weilburg, wurde im 18. Jahrhundert errichtet. Das zweigeschossige Fachwerkhaus vor der ältesten Stadtmauer ist ein geschütztes Kulturdenkmal. 
Das im Kern barocke Wohnhaus wurde im biedermeierlich-klassizistischen Geschmack grundlegend umgestaltet. 
Aus dem 19. Jahrhundert stammen auch die gerundete Freitreppe, die Fensterverdachungen und der Zahnschnittfries unter dem neu aufgeschobenen Dach.